# Milena (Italia)
Milena (Milocca in siciliano) è un comune italiano di 2 618 abitanti del libero consorzio comunale di Caltanissetta in Sicilia.

## Geografia fisica
Milena sorge in una zona collinare a 423 metri sul livello del mare. Si trova nella parte occidentale della provincia a est del fiume Platani, nella Sicilia centrale. Confina con i comuni di Bompensiere, Campofranco, Grotte, Racalmuto e Sutera. Dista 36 km da Agrigento, 45 km da Caltanissetta e 86 km da Enna.

## Storia
Con il nome storico di Milocca, il comune nasce nel 1923 con territorio scorporato da Campofranco e Sutera, come statuito dal regio decreto n. 3032 del 30/12/1923. A dare impulso all'attività cooperativistica dell'unica Cassa Rurale "laica" della provincia nissena fu Salvatore Angilella. Egli contribuirà grandemente alla storia di Milocca e delle sue istituzioni, adoperandosi alla sua rinascita sociale, politica ed economica per quasi un sessantennio, fino alla sua morte avvenuta nel 1966.
Nel 1933 (RD n. 1177 del 4 agosto), il comune fu ribattezzato Littoria Nissena, ma dopo pochi mesi, con RD n. 1794 del 4 dicembre, in omaggio alla regina Milena del Montenegro, madre della regina Elena, sposa di Vittorio Emanuele III, la città fu rinominata Milena (a partire dal 25 gennaio 1934), per iniziativa del podestà pro tempore, Carmelo Cipolla, che nel 1946 sarebbe poi stato il primo sindaco post liberazione dal fascismo (e zio dell'attuale sindaco, Claudio Cipolla).
Dal 1924 al 1946 a Milena si sono succeduti ben 13 Commissari prefettizi e podestà e 10 sindaci, di cui i primi due di nomina prefettizia. In seguito, nel 1946, si fecero le prime elezioni amministrative e si ebbe finalmente la prima amministrazione comunale eletta democraticamente.
Dal 1954 il dott. Giuseppe Luparelli prese le redini del paese per circa 40 anni. Uomo influente e capace, cambiò radicalmente il paese: infatti, essendo Milena suddiviso in villaggi molto distanti tra loro, cercò di accentrare la popolazione con lottizzazioni di terreni per i più indigenti e con la costruzione di case popolari.

### Simboli
Lo stemma e il gonfalone sono stati concessi con decreto del presidente della Repubblica del 12 aprile 1965.
Lo stemma si può blasonare d'azzurro, al leone d'oro, posto su di un monte di tre cime al naturale, fondato in punta.
Il profilo collinare del paese è rappresentato dai tre rilievi. Le figure del leone e dei monti sono la sintesi dell'evoluzione storica del comune che passa attraverso le armi dei Capizzi di Sicilia e la croce della Baronia di Milocca dei padri benedettini di San Martino delle Scale di Palermo per arrivare allo stemma attuale.
Il gonfalone è un drappo partito di giallo e di azzurro.

## Monumenti e luoghi d'interesse
- Chiesa Madre, intitolata all'Immacolata Concezione, si trova in piazza Garibaldi, risale al 1881 e fu portata a compimento nel 1877, per l'esigenza di avere una chiesa più grande di quella di San Martino, piccola e pericolante, che accogliesse tutta la popolazione. L'architettura dalle linee semplici ed eleganti, proprie del neoclassicismo siciliano, è arricchita all'interno con quadri e sculture di Francesco Biangardi, mentre successiva è la costruzione della torre dell'orologio; un recente restauro ha messo in luce la muratura a faccia vista.
- "Fattoria di San Martino", risalente al XVII secolo.
- "a Cruci", sita in via Nazionale, è un capitello votivo realizzato nella prima metà del Novecento, in sostituzione di una vecchia cappella in gesso a forma di cubuluni, che era stata realizzata per contenere la croce in legno donata e portata a spalla a Milena da padre Gioacchino La Lomia, frate cappuccino proveniente da Canicattì, al quale la popolazione, riconosce grazie e miracoli.
- Stele del centenario parrocchiale, in via Fratelli Cervi,  eretta in occasione del centenario della parrocchia Immacolata vulgo San Giuseppe il 15 settembre 2023.

## Società

### Evoluzione demografica
Abitanti censiti per anno dal 2001, censimento 31 dicembre di ogni anno

### Abitanti censimento decennale
Abitanti censiti

### Emigrazione
Negli anni cinquanta la popolazione raggiunse 5 000 abitanti ma, per la scarsità di posti di lavoro, ebbe inizio l'emigrazione sia nel nord Italia sia all'estero. Una grossa fetta della popolazione si stabilì ad Asti e nei comuni limitrofi, un'altra grossa fetta ad Aix-les-Bains (Francia) ed in seguito nacquero altre piccole comunità a Basilea (Svizzera) e in numero minore in Inghilterra, Belgio, Venezuela, Stati Uniti d'America.
Negli anni sessanta infatti iniziò un accentuato calo demografico che continuerà fino ai giorni nostri, sia per la diminuzione dei nati (una famiglia media in quegli anni aveva dai 3 ai 5 figli), sia per la continua emigrazione.

## Cultura

### Feste
La prima festa dell'anno coincide con il Carnevale, che intercorre tra febbraio e marzo; la festa è caratterizzata da ricchi carri allegorici, che sfilano attorno a una cornice di maschere, ammirati dai turisti che sempre più numerosi arrivano per questa occasione.
Il martedì del periodo carnevalesco, è divenuta consuetudine l'allegra sfilata di tutte le scolaresche, mentre il giovedì grasso è animato dall'evento culinario dedicato alla sagra de 'li purpetta cu lu sucu', polpette al sugo condite con pane grattugiato, formaggio e aromi tra cui un particolare tipo di mentuccia detta "sambriglia', accompagnate dalla degustazione gratuita di altri prodotti tipici locali tra cui il pane detto 'scanatu' condito con olio e formaggio e il buon vino locale.
Durante l'estate per circa trenta giorni, spettacoli teatrali, proiezioni di film, cabaret, giochi e animazioni per bambini si svolgono in Piazza e nel Parco Urbano, allietando le vacanze milenesi, in una splendida cornice naturalistica, con un meraviglioso panorama sulla città, e immersi tra essenze e piante rare e tra innumerevoli specie di fiori.

#### Festa di San Giuseppe
Per la festa di San Giuseppe, patrono del paese, il 19 marzo viene imbandita la 'tavulata di li vecchiariddi', in occasione della quale diverse famiglie, per ex voto, preparano un ricco pranzo, che una volta era per tutti i poveri del paese, mentre adesso si invitano i conoscenti; si tratta di solito di una 'tavulata' di 13 persone che raffigurano tutti gli apostoli, San Giuseppe, la Madonna e Gesù.
Il pranzo è allestito con diversi piatti e con prodotti di stagione; a fine pranzo a tutti è offerta la cosiddetta 'truscitedda' o 'rizzimedda', composta di pane benedetto, finocchi, arance, dolci, mandorle e ceci tostati.
Dopo la 'tavulata', nel pomeriggio si celebra la messa, seguita da una processione.

#### Venerdì Santo
In occasione del Venerdì Santo, vengono portati dalle donne in processione per le vie del paese i simulacri di Cristo Morto e dell'Addolorata, accompagnati da un gruppo canoro, 'i lamentatori', che canta antichi canti popolari in forma di lamento che raccontano la Passione nelle 15 stazioni lungo il percorso.

#### Festa di Sant'Antonio Abate
La seconda domenica di agosto, è dedicato alla festa religiosa di Sant'Antonio Abate; la giornata è scandita dalla celebrazione di solenni liturgie ed è conclusa dalla processione del simulacro del Santo che attraversa le vie della città.

#### Seconda domenica di maggio
La seconda domenica di maggio, nel Villaggio Vittorio Veneto, per tradizione si organizza l'albero della cuccagna detto presa della 'ntinna, caratteristico gioco consistente nel salire in cima a un palo di circa otto metri trattato con sapone, per raggiungere il premio, aiutandosi solo con una particolare corda (pastura), realizzata con peli di criniera e coda di cavallo.

### Sagre
Il secondo venerdi di agosto è il giorno dedicato alla sagra della "mbriulata', piatto tipico locale, che anticamente le massaie preparavano come pasto unico per i contadini da mangiare in campagna durante il lavoro nei campi, preparato con pasta sfoglia arrotolata, olive, patate, formaggio e tritato di maiale, che attualmente sostituisce la 'frittola'.

## Economia
Milena è un paese prettamente agricolo, i campi vengono coltivati per la quasi totalità a grano, e per il resto vigneti, mandorle, fave, pomodori.
La maggior parte della popolazione è attiva nell'agricoltura o nel suo indotto.
Vi è una piccola produzione artigianale dei derivati del ferro e del legno.

## Amministrazione
| Periodo           | Periodo           | Primo cittadino         | Partito                         | Carica      | Note  |
| ----------------- | ----------------- | ----------------------- | ------------------------------- | ----------- | ----- |
| 26 giugno 1924    | 20 agosto 1924    | Francesco Musueci       |                                 | Comm. pref. |       |
| 20 agosto 1924    | 14 settembre 1924 | Giovanni Giaccone       |                                 | Comm. pref. |       |
| 14 settembre 1924 | 12 ottobre 1926   | Emanuele Paci           |                                 | Podestà     |       |
| 12 ottobre 1926   | 20 marzo 1927     | Francesco Mingoia       |                                 | Comm. pref. |       |
| 20 marzo 1927     | 9 aprile 1929     | Salvatore Angilella     |                                 | Comm. pref. |       |
| aprile 1929       | gennaio 1931      | Giuseppe Angilella      |                                 | Podestà     |       |
| gennaio 1931      | marzo 1931        | Salvatore Giarratana    |                                 | Comm. pref. |       |
| marzo 1931        | novembre 1931     | Giuseppe Noto           |                                 | Comm. pref. |       |
| novembre 1931     | marzo 1932        | Achille Mingoia         |                                 | Comm. pref. |       |
| marzo 1932        | marzo 1934        | Carmelo Cipolla         |                                 | Podestà     |       |
| marzo 1934        | novembre 1935     | Paolino Ingrao          |                                 | Podestà     |       |
| novembre 1935     | dicembre 1935     | Giuseppe Ceraulo        |                                 | Comm. pref. |       |
| dicembre 1935     | maggio 1937       | Domenico Petyx          |                                 | Comm. pref. |       |
| maggio 1937       | settembre 1941    | Gaspare Cacciatore      |                                 | Podestà     |       |
| settembre 1941    | febbraio 1943     | Salvatore Angilella     |                                 | Comm. pref. |       |
| settembre 1943    | agosto 1943       | Salvatore Manta         |                                 | Comm. pref. |       |
| agosto 1943       | novembre 1943     | Salvatore Angilella     |                                 | Sindaco     |       |
| novembre 1943     | marzo 1946        | Settimo Luparelli       |                                 | Comm. pref. |       |
| 2 marzo 1946      | 8 marzo 1946      | Onofrio Falletta        |                                 | Comm. pref. |       |
| 8 marzo 1946      | 10 maggio 1946    | Calogero Traina         |                                 | Comm. pref. |       |
| 11 maggio 1946    | 10 aprile 1948    | Carmelo Cipolla         |                                 | Sindaco     |       |
| 10 aprile 1948    | 10 gennaio 1949   | Giuseppe Randazzo       | Partito Socialista Italiano     | Sindaco     |       |
| 11 gennaio 1949   | ottobre 1949      | Salvatore Mantione      |                                 | Comm. pref. | [ 9 ] |
| ottobre 1949      | dicembre 1954     | Salvatore Mantione      | Democrazia Cristiana            | Sindaco     |       |
| dicembre 1954     | dicembre 1967     | Giuseppe Luparelli      | Partito Socialista Italiano     | Sindaco     |       |
| dicembre 1967     | dicembre 1968     | Carmelo Randazzo        | Partito Socialista Italiano     | Sindaco     |       |
| dicembre 1968     | agosto 1975       | Giuseppe Luparelli      | Partito Socialista Italiano     | Sindaco     |       |
| agosto 1975       | agosto 1980       | Federico Schillaci      | Partito Socialista Italiano     | Sindaco     |       |
| agosto 1980       | 11 giugno 1985    | Salvatore Luparelli     | Partito Socialista Italiano     | Sindaco     |       |
| 11 giugno 1985    | 31 maggio 1990    | Salvatore Luparelli     | Partito Socialista Italiano     | Sindaco     | [ 9 ] |
| 31 maggio 1990    | 8 aprile 1992     | Carmelo Mantione        | Democrazia Cristiana            | Sindaco     | [ 9 ] |
| 2 giugno 1992     | 21 giugno 1993    | Carmelo Giorgio Cordaro | Democrazia Cristiana            | Sindaco     | [ 9 ] |
| 18 agosto 1993    | 13 giugno 1994    | Salvatore Mantione      | Democrazia Cristiana            | Sindaco     | [ 9 ] |
| 14 giugno 1994    | 25 maggio 1998    | Antonio Ingrao          | Partito Socialista Italiano     | Sindaco     | [ 9 ] |
| 25 maggio 1998    | 27 maggio 2003    | Giovanni Randazzo       | Socialisti Democratici Italiani | Sindaco     | [ 9 ] |
| 27 maggio 2003    | 17 giugno 2008    | Giovanni Randazzo       | lista civica                    | Sindaco     | [ 9 ] |
| 17 giugno 2008    | 11 giugno 2013    | Giuseppe Vitellaro      | lista civica                    | Sindaco     | [ 9 ] |
| 11 giugno 2013    | 11 giugno 2018    | Giuseppe Vitellaro      | lista civica                    | Sindaco     | [ 9 ] |
| 11 giugno 2018    | in carica         | Claudio Cipolla         | lista civica                    | Sindaco     | [ 9 ] |

### Gemellaggi
- Aix-les-Bains, dal 1992
- San Cataldo, dal 17 gennaio 2016[10]